# Dallas–Fort Worth Film Critics Association
Dallas–Fort Worth Film Critics Association je asociace profesionálních filmových kritiků se základnou v Dallasu v Texasu. Každoročně předává na ceny Dallas–Fort Worth Film Critics Association Awards těm nejlepším filmům z předchozího roku. Organizace byla založena v roce 1990. 

## Jednotlivé kategorie
- Nejlepší film (nejlepších deset filmů předchozího roku)
- Nejlepší režie
- Nejlepší scénář
- Nejlepší mužský výkon v hlavní roli
- Nejlepší ženský výkon v hlavní roli
- Nejlepší mužský výkon ve vedlejší roli
- Nejlepší ženský výkon ve vedlejší roli
- Nejlepší dokument
- Nejlepší cizojazyčný film
- Nejlepší hudba
- Nejlepší kamera
- Ocenění Russella Smitha

## Rekordy
- 5 cen: Birdman (2014), Lincoln (2012), Děti moje (2011)
- 4 ceny: 1917 (2019), Manželská historie (2019), Moonlight (2016), Revenant Zmrtvýchvstání (2015), Lítám v tom (2009), Zkrocená hora (2005), Bokovka (2004), Leaving Las Vegas (1995)
- 3 ceny: 12 let v řetězech (2013), Gravitace (2013), 30 minut po půlnoci (2012), The Social Network (2010), Tahle země není pro starý (2007), Pán prstenů: Návrat krále (2003), Čistá duše (2001), Americká krása (1999), Schindlerův seznam (1993)